# Jolanta Bartczak
Jolanta Bartczak, primo voto Małolepszy, secundo voto Skrzyszowska (ur. 20 marca 1964 w Ozorkowie) – polska lekkoatletka, specjalizująca się w skoku w dal. Mistrzyni i reprezentantka Polski, olimpijka z Seulu (1988), brązowa medalistka halowych mistrzostw Europy (1988).

## Życiorys
Jest córką Jana i Czesławy, z d. Walickiej. Ukończyła Szkołę Podstawową nr 1 w Ozorkowie, XXVI Liceum Ogólnokształcące w Łodzi (1984) Wyższą Szkołę Edukacji w Sporcie w Warszawie i studia podyplomowe na Akademii Pedagogiki Specjalnej im. Marii Grzegorzewskiej w Warszawie. Pracuje jako nauczycielka wychowania fizycznego.

### Kariera sportowa
Lekką atletykę zaczęła uprawiać w szkole podstawowej, gdzie jej pierwszym trenerem był Henryk Domolążek. Następnie została zawodniczką ŁKS Łódź, gdzie prowadzili ją Miron Brylski oraz Edward Hatala (1980–1983). Od 1983 do 1991 reprezentowała barwy Startu Łódź, gdzie jej trenerem był Zdzisław Lipiński. Pod koniec lat 90. wznowiła karierę, startując w barwach AZS-AWF Warszawa (1998) i Warszawianki TOP 2000 (1999).
Jej największym sukcesem w karierze międzynarodowej był brązowy medal halowych mistrzostw Europy w 1988, z wynikiem 6,62 m. W halowych mistrzostwach Europy w 1990 zajęła 7. miejsce, z wynikiem 6,45 m. Reprezentowała Polskę na letnich Igrzyskach Olimpijskich w Seulu (1988), gdzie odpadła w eliminacjach, z wynikiem 6,30 m oraz na zawodach Finału A Pucharu Europy w 1987, gdzie zajęła 5. miejsce, z wynikiem 6,47 m (z wiatrem). W latach 1986–1989 wystąpiła w 4 meczach międzypaństwowych. 
Na mistrzostwach Polski seniorów na otwartym stadionie zdobyła siedem medali: złoty w sztafecie 4 × 100 metrów w 1986, srebrne w skoku w dal w 1986, 1989 i 1991, srebrny w trójskoku w 1991 i brązowe w sztafecie 4 × 100 metrów w 1985 i w skoku w dal w 1987. W halowych mistrzostwach Polskie seniorek zdobyła cztery medale: złote w skoku w dal w 1988 i 1990, srebrny w biegu na 60 metrów w 1990 i brązowy w skoku w dal w 1998. Jej pierwszy i ostatni finał halowych mistrzostw Polski seniorów dzieliło 17 lat. W 1982 zajęła 4. miejsce, w 1999 – 5. miejsce.
| konkurencja | wynik   | data       | uwagi |
| ----------- | ------- | ---------- | --- |
| 100 m       | 11,76 s | 11.05.1988 | |
| 200 m       | 23,84 s | 2.07.1988  | |
| skok w dal  | 6,90 m  | 9.06.1988  | w dacie uzyskania był to piąty wynik w historii polskiej lekkoatletyki (cztery pierwsze należały do Anny Włodarczyk) |
| trójskok    | 13,33 m | 14.07.1991 | |

### Życie prywatne
Z zawartego w 1994 małżeństwa z Jarosławem Skrzyszowskim (medalisty lekkoatletycznych mistrzostw Polski w 1985) ma dwie córki, Agatę (ur. 1995) i Pię (ur. 2001), również lekkoatletkę.